# HD 9446 b
HD 9446 b es un exoplaneta descubierto en 2010 que orbita la estrella HD 9446 en la constelación de Triangulum, 53 parsecs de la Tierra.